# ウータ
ウータ（イタリア語: Uta）は、イタリア共和国サルデーニャ自治州カリャリ県にある、人口約8,700人の基礎自治体（コムーネ）。

## 地理

### 位置・広がり

#### 隣接コムーネ
隣接するコムーネは以下の通り。括弧内のSUは南サルデーニャ県所属を示す。
- アッセーミニ
- カポテッラ
- デチモマンヌ
- シリークア (SU)
- ヴィッラスペチオーザ (SU)

## 行政

### 分離集落
ウータには、以下の分離集落（フラツィオーネ）がある。
- Bascus Argius, Case Minola, Is Perrizzonis, Is Prunixeddas, Macchiareddu (condivisa con i comuni di Assemini e Capoterra), Santa Porada